# صرعانة
صرعانة (الاسم العلمي Chrysobothris)، جنس خنافس من فصيلة الناصعات. هناك ما لا يقل عن 690 نوعًا موصوفًا في جتس الصرعانة.